# Glenea punctata
Glenea punctata là một loài bọ cánh cứng trong họ Cerambycidae.